# Springfield (Ortsname)
Springfield ist ein häufiger Ortsname in den USA, im Vereinigten Königreich und weiteren englischsprachigen Räumen. 

## Namenkunde und Verbreitung
Springfield kann deutsch wörtlich als „Quellfeld“ oder „Frühlingsfeld“ übersetzt werden.
Diese Ortsbezeichnung gibt es in den USA 64-mal und ist in 35 verschiedenen Staaten der USA verbreitet. Die Stadt gibt es zum Beispiel viermal in Wisconsin und als Township (Verwaltungseinheit) neunmal in Pennsylvania. Damit ist Springfield in den USA neben Fairview, Midway oder Oak Grove einer der häufigsten Städtenamen.
Springfield (Illinois), am Sangamon River gelegen, ist die Hauptstadt des US-amerikanischen Bundesstaates Illinois. 
Im Vereinigten Königreich ist der Ort zwölfmal zu finden und im weiteren englischsprachigen Raum neunmal. Somit ist der Name insgesamt 85-mal auf der Welt zu finden.
Historisch gesehen war das erste Springfield in den USA Springfield (Massachusetts). Neben Springfield (Missouri) ist es die größte Stadt mit diesem Namen in den USA.

## Springfield in der Fiktion
Aufgrund seines häufigen Vorkommens wird Springfield in den Vereinigten Staaten oft als Platzhaltername für Orte benutzt, so zum Beispiel in den Serien Springfield Story (Guiding Light) und Die Simpsons (siehe Springfield (Die Simpsons)).

## Orte namens Springfield

### USA

#### Orte
- Springfield (Arkansas)
- Springfield (Colorado)
- Springfield (Connecticut)
- Springfield (Delaware)
- Springfield (Florida)
- Springfield (Georgia)
- Springfield (Idaho)
- Springfield (Illinois), Hauptstadt des Bundesstaates Illinois
- Springfield (Indiana)
- Springfield (Jacksonville)
- Springfield (Kalifornien)
- Springfield (Kentucky)
- Springfield (Louisiana)
- Springfield (Maine)
- Springfield (Maryland)
- Springfield (Massachusetts)
- Springfield (Michigan)
- Springfield (Minnesota)
- Springfield (Mississippi)
- Springfield (Missouri)
- Springfield (Nebraska)
- Springfield (New Hampshire)
- Springfield (New York)
- Springfield (North Carolina)
- Springfield (Ohio)
- Springfield (Oregon)
- Springfield (South Carolina)
- Springfield (South Dakota)
- Springfield (Tennessee)
- Springfield (Texas)
- Springfield (Vermont)
- Springfield (Virginia)
- Springfield (Fairfax County, Virginia)
- Springfield (Page County, Virginia)
- Springfield (Westmoreland County, Virginia)
- Springfield (West Virginia)
- Springfield (Wisconsin)

Pennsylvania:
- Springfield (Bradford County, Pennsylvania)
- Springfield (Bucks County, Pennsylvania)
- Springfield (Delaware County, Pennsylvania)
- Springfield (Erie County, Pennsylvania)
- Springfield (Fayette County, Pennsylvania)
- Springfield (Huntingdon County, Pennsylvania)
- Springfield (Mercer County, Pennsylvania)
- Springfield (York County, Pennsylvania)

#### Townships
Zu Townships in den Vereinigten Staaten siehe Springfield Township.

### Belize
- Springfield (Belize)

### Vereinigtes Königreich
- England:
  - Springfield (Birmingham)
  - Springfield (Chelmsford)
  - Springfield (Devon)
  - Springfield (Dumfries and Galloway)
  - Springfield (London Borough)
  - Springfield (Maidstone)
- Schottland:
  - Springfield (Cromartyshire)
  - Springfield (Edinburgh)
  - Springfield (Fife)
  - Springfield (Gretna Green)
- Nordirland:
  - Springfield (Fermanagh)
  - Springfield (Highland)

### Irland
- Springfield (Clare), Irland

### Südafrika
- Springfield (Durban), Südafrika
- Springfield (Johannesburg), Südafrika

### Kanada
- Springfield (Manitoba)
- Springfield (Ontario)
- Springfield (Prince Edward Island)

### Australien
- Springfield (Queensland)
- Springfield (South Australia)
- Springfield (Tasmania)
- Springfield (Victoria)

### Neuseeland
- Springfield (Neuseeland), ist ein kleiner Ort westlich von Christchurch
- Springfield nennt sich eine kleine Siedlung südlich von Whangārei in Northland
- Springfield nennt sich ein Stadtteil von Rotorua